# THO (белковый комплекс)
Белковый комплекс THO (THOC) это эволюционно консервативный ядерный белковый комплекс, который впервые был найден у дрожжей, а впоследствии у всех эукариот включая человека.
THO является комплексом, взаимодействующим и с образующейся РНК и с различными факторами, обеспечивающими ядерные функции, необходимые для биогенеза мРНП, и обеспечивающим целостность генома, сплайсинг и экспорт мРНК.
В клетках человека THOC состоит из шести субъединиц из которых четыре имеют известные аналоги в дрожжах Saccharomyces cerevisiae. Это THOC1 (Hpr1 дрожжей), −2 (Tho2 дрожжей), −3 (Tex3 дрожжей), и −7 (Mft1 дрожжей).
THOC играет важную роль в экспорте РНК из ядра в составе более крупного комплекса называемого TREX (TRanscription-EXport). Комплекс THOC/TREX необходим и для участия в транскрипции, и для процессинга РНК и для экспорта РНК из ядра выполняя эти функции совместно с хеликазой и фактором сплайсинга UAP56 осуществляющим роль мостика между комплексом THO и мРНП.
THOC/TREX принимает участие в противодействии накопления повреждений ДНК, вызванных образованием во время транскрипции R-петель. В частности THOC способствует стабильности теломер посредством регуляции днРНК TERRA (РНК, которая транскрибируется с теломер и содержит повторяющуюся 6-нуклеотидную последовательность).